# Whitesand River (Lake Nipigon)
Whitesand River är ett vattendrag i Kanada.   Det ligger i provinsen Ontario, i den sydöstra delen av landet, 1 100 km nordväst om huvudstaden Ottawa.
Trakten runt Whitesand River är nära nog obefolkad, med mindre än två invånare per kvadratkilometer.